# Velîkîi Sknît, Slavuta
Velîkîi Sknît (în ucraineană Великий Скнит) este localitatea de reședință a comunei Velîkîi Sknît din raionul Slavuta, regiunea Hmelnîțkîi, Ucraina.

## Demografie
Componența lingvistică a localității Velîkîi Sknît
     Ucraineană (99,83%)
     Alte limbi (0,17%)
Conform recensământului din 2001, majoritatea populației localității Velîkîi Sknît era vorbitoare de ucraineană (99,83%), existând în minoritate și vorbitori de alte limbi.